# Strade statali in Italia (500-599)
- Alcune strade statali ricalcano il percorso di vie consolari romane: sono evidenziate in arancione pallido.

- Altre strade, invece, sono state dismesse dall'ANAS in periodi antecedenti al decreto legislativo n. 112 del 1998 (declassate o cedute a stati confinanti in seguito alla Seconda guerra mondiale): sono evidenziate in verde spento.

- Le strade che, attualmente, non fanno più parte dell'ANAS ma che sono gestite da regioni o province sono contrassegnate dalla dicitura ex davanti al simbolo; c'è però da tenere presente che, per quasi tutte le strade, l'attuale competenza ANAS è ridotta rispetto alla lunghezza originale dell'arteria stessa: le strade che sono in parte gestite dall'ANAS e in parte da altri enti non sono contrassegnate dalla scritta ex.

| Numerazione | Denominazione                            | Lunghezza (km) | Percorso | Periodo              | Localizzazione          |
| ----------- | ---------------------------------------- | -------------- | --- | -------------------- | ----------------------- |
|             | di Lonigo                                | 34,250         | Innesto con la SS 11 presso Montecchio Maggiore - Lonigo - Minerbe | 1966-2001            | Veneto                  |
|             | di Mongiana                              | 42,100         | Innesto con la SS 110 al bivio Mongiana - Fabrizia - Croce Ferrata - Grotteria - bivio Catalisano | 1966-2002            | Calabria                |
|             | di Cingoli                               | 73,100         | Innesto con la SS 76 presso il Pian del Medico (rotatoria svincolo Jesi Ovest) - Innesto con la ex SS 78 presso Pian di Pieca                                                                           | 1966-2001            | Marche                  |
|             | del Passo del Giogo                      | 33,125         | Innesto con la SS 65 in località La Casetta di Covigliaio - Passo del Giogo - bivio Le Mozzete presso San Piero a Sieve                                                                                 | 1966-2001            | Toscana                 |
|             | di Mormanno                              | 45,730         | Innesto con la SS 19 presso Mormanno - Colle Trodo - Papasidero - Tremoli - Innesto con la SS 18 presso Scalea                                                                                          | 1966-2002            | Calabria                |
|             | della Valle del Lys                      | 33,142         | Innesto con la SS 26 in Pont-Saint-Martin - Gressoney-La-Trinité | 1966-1994            | Valle d'Aosta           |
|             | della Valle d'Ayas                       | 30,982         | Innesto con la SS 26 in Verrès - Saint Jacques | 1966-1994            | Valle d'Aosta           |
|             | di Cogne                                 | 21,500         | Innesto con la SS 26 al km 107+770 - Aymavilles - Cogne | 1966-1994            | Valle d'Aosta           |
|             | di Val di Sarentino e del Passo di Vizze | 63,415         | Bolzano - Sarentino - Passo di Pennes - Vipiteno | 1966-                | Trentino-Alto Adige     |
|             | di Forca d'Acero                         | 58,149         | Innesto con la SS 83 presso Opi - Forca d'Acero - Svincolo per Atina - Innesto con la SS 6 presso Cassino                                                                                               | 1966-2002            | Abruzzo, Lazio          |
|             | Sebina Orientale                         | 47,475         | Innesto con la SS 11 a Mandolossa di Brescia - Iseo - Innesto con la SS 42 presso Darfo | 1966-2001            | Lombardia               |
|             | Anagnina                                 | 10,000         | Innesto con la SS 215 in località Tor di Mezzavia - Incrocio con la SS 216 - Innesto con la SS 218 in località Pedica                                                                                   | 1967-2002            | Lazio                   |
|             | del Lago di Cavazzo                      | 22,020         | Innesto con la SS 52 a Tolmezzo - Cavazzo - Interneppo - Trasaghis - Innesto con la SS 13 presso Gemona del Friuli                                                                                      | 1966-2008            | Friuli-Venezia Giulia   |
|             | di Val d'Enza                            | 56,270         | Innesto con la SS 9 a Parma - Traversetolo - San Polo d'Enza - Ciano d'Enza - Compiano - Vetto - Rosano - Innesto con la SS 63 a Castelnovo ne' Monti                                                   | 1967-2001            | Emilia-Romagna          |
|             | di Chiaramonte                           | 40,350         | Innesto con la SS 115 al km 314+423 presso Ragusa - Innesto con la SS 194 al bivio per Vizzini | 1967-                | Sicilia                 |
|             | Noalese                                  | 39,115         | Innesto con la SS 53 a Treviso - Scorzè - Noale - Innesto con la SS 11 a Ponte di Brenta | 1967-2001            | Veneto                  |
|             | Piovese                                  | 21,803         | Padova (fine centro abitato) - Piove di Sacco - Innesto con la SS 309 presso Codevigo | 1967-                | Veneto                  |
|             | dei Vivai                                | 5,680          | Innesto con la SS 516 (km 18+700) presso Piove di Sacco - Innesto con la SP 40 presso Liettoli di Campolongo Maggiore                                                                                   | 2011-                | Veneto                  |
|             | Bussentina                               | 34,850         | Innesto con la SS 18 a Policastro Bussentino - Innesto con la SS 19 al bivio per la stazione di Montesano sulla Marcellana                                                                              | 1967-2013            | Campania                |
|             | Bussentina                               | 35,010         | Innesto con la SS 18 presso Policastro Bussentino - Innesto con la SS 19 presso Montesano Scalo | 2013-                | Campania                |
|             | di Torre Orsaia                          | 6,460          | Svincolo di Torre Orsaia con la SS 517 var - Innesto con la SS 18 presso Torre Orsaia | 2010-2018            | Campania                |
|             | di Devetaki                              | 0,970          | Innesto con la SS 55 - Confine di stato con la Slovenia | 1967-2008            | Friuli-Venezia Giulia   |
|             | di Jamiano                               | 1,583          | Innesto con la SS 55 - Jamiano - Confine di stato con la Slovenia | 1967-2008            | Friuli-Venezia Giulia   |
|             | del Ceraso                               | 4,200          | Innesto con la SS 5 bis - Vado Ceraso - Piazzale della Magnola - Innesto sulla medesima arteria in località Vado Ceraso                                                                                 | 1969-2001            | Abruzzo                 |
|             | di Morro                                 | 25,350         | Innesto con la SS 79 al km 36+650 in loc. La Spera - Morro Reatino - Innesto con la SS 471 a Leonessa                                                                                                   | 1968-2001            | Lazio                   |
|             | di Tropea                                | 34,200         | Innesto con la SS 18 al km 422+980 presso il bivio Angitola - Sottopassaggio della F.S. Battipaglia-Reggio Calabria - Pizzo Calabro - Vibo Valentia Marina - Briatico - Tropea                          | 1967-2002            | Calabria                |
|             | del Colle di Cento Croci                 | 94,203         | Confine con la regione Emilia-Romagna - Innesto con la SS 1 presso Sestri Levante | 1967-2001 2018/2021- | Emilia-Romagna, Liguria |
|             | Lanciano-Fossacesia                      | 13,930         | Innesto con la SS 84 presso Lanciano - Innesto con la SS 16 presso la stazione ferroviaria di Fossacesia                                                                                                | 1967-2001            | Abruzzo                 |
|             | del Brembo                               | 29,173         | Innesto con la SS 42 a Bergamo - Canonica d'Adda - Innesto con la SS 11 a Villa Fornaci | 1967-2001            | Lombardia               |
|             | dell'Esticino                            | 33,100         | Magenta - Abbiategrasso - Innesto con l'A53/RA 7 presso Bereguardo (Torre d'Isola) | 1967-                | Lombardia               |
|             | Bustese                                  | 54,344         | Innesto con la SS 36 dal rondò dell'ex Villa Reale di Monza - Mombello - Saronno - Castellanza - Busto Arsizio - Lonate Pozzolo - Tornavento - Innesto con la SS 32 a Oleggio                           | 1967-2001 2021-      | Lombardia, Piemonte     |
|             | della Foresta Umbra                      | 46,000         | Innesto con la SS 89 al km 76+310 presso San Menaio - Vico Garganico - Innesto al km 51 della SS 272 | 1967-2001            | Puglia                  |
|             | dell'Ofanto                              | 17,675         | Innesto con la SS 16 in località Angarano di Cerignola - Innesto con la SS 93 presso Posta Gaudiano | 1967-2001            | Puglia, Basilicata      |
|             | di Portovenere                           | 11,233         | Innesto con la SS 370 in località bivio di Fabiano (La Spezia) - Cadimare - Case Rosse a Portovenere | 1967-2001            | Liguria                 |
|             | di Cropalati                             | 15,560         | Innesto con la SS 106 presso Mirto Crosia - Innesto con la SS 177 presso Cropalati | 1967-                | Calabria                |
|             | del Passo di Sant'Antonio                | 13,400         | Innesto con la SS 52 presso Dosoledo - Passo dello Zovo - Sant'Antonio - Innesto con la SS 48 presso Auronzo di Cadore                                                                                  | 1967-2001            | Veneto                  |
|             | di Fagnano                               | 46,000         | Innesto con la SS 18 a Cetraro - Fagnano Castello - Innesto con la SS 19 presso Tarsia | 1967-2002            | Calabria                |
|             | di Cammarata e degli Stombi              | 21,320         | Svincolo di Firmo dell'A2 - Svincolo con la SS 19 presso Spezzano Albanese - Svincolo con la SS 283 - Svincolo Doria - Innesto con la SS 106 radd presso il bivio per Laghi di Sibari                   | 1967-                | Calabria                |
|             | del Savuto                               | 22,120         | Innesto con la SS 19 a Rogliano - Parenti - Innesto con la SS 108 bis presso bivio Bocca di Piazza | 1967-2002            | Calabria                |
|             | di Acquaro                               | 64,400         | Innesto con la SS 182 a Sant'Angelo - Acquaro - Serrata - Maropati - Cinquefrondi - Polistena - Innesto con la SS 111 presso Taurianova                                                                 | 1967-2002            | Calabria                |
|             | di Ghilarza                              | 9,500          | Innesto con la SS 129 - Innesto con la SS 131 dir/centr | 1967-                | Sardegna                |
|             | Marrucina                                | 24,775         | Innesto con la SS 16 presso Ortona - Orsogna - Innesto con la SS 363 al km 8+900 | 1967-2001            | Abruzzo                 |
|             | di Manoppello                            | 25,970         | Innesto con la SS 5 - Innesto con la SS 263 | 1967-2001 2018-      | Abruzzo                 |
|             | di Manoppello                            | 4,800          | Innesto con la SS 539 presso Manoppello - Innesto con la SS 614 presso Lettomanoppello | 2018-                | Abruzzo                 |
|             | di Valdambra                             | 22,845         | Innesto con la SS 69 a Levane - Bucine - Ambra - Pietraviva - Innesto con la SS 73 a Colonna del Grillo                                                                                                 | 1967-2001            | Toscana                 |
|             | Traversa Maremmana                       | 25,047         | Innesto con la SS 73 al km 58+410 - Paurano - Santa Giulia - San Marziale - Innesto con la SS 68 presso Colle di Val d'Elsa                                                                             | 1967-2001            | Toscana                 |
|             | di Pontinvrea                            | 30,845         | Innesto con la SS 29 a Dego - Pontinvrea - Madonna dal Salto - Innesto con la SS 1 a Varazze | 1967-2001            | Liguria                 |
|             | del Lido di Lecce                        | 11,327         | Lecce - San Cataldo | 1967-2001            | Puglia                  |
|             | di Trinitapoli                           | 57,000         | Foggia - Innesto con la SS 16 presso il fiume Ofanto | 1967-2001            | Puglia                  |
|             | Rivolese                                 | 23,600         | Innesto con la SS 159 presso Torre Rivoli - Innesto con la SS 16 in località Angarano di Cerignola | 1967-2001            | Puglia                  |
|             | Troiana                                  | 17,000         | Innesto con la SS 90 in località Masseria Celso - Masseria Cavacciolo - Innesto con la SS 160 a Troia                                                                                                   | 1967-2001            | Puglia                  |
|             | di Guasila                               | 26,300         | Innesto con la SS 197 presso Furtei - Segariu - Guasila - Ortacesus - Senorbì - Sant'Andrea Frius | 1967-                | Sardegna                |
|             | della Valle Argentina                    | 23,640         | Molini di Triora - Badalucco - Taggia - Innesto con la SS 1 ad Arma di Taggia | 1967-2001            | Liguria                 |
|             | di Macugnaga                             | 30,740         | Innesto con la SS 33 presso Piedimulera - Macugnaga | 1967-2001 2021-      | Piemonte                |
|             | di Villa di Tirano                       | 4,300          | Innesto con la SS 38 a Villa di Tirano - Innesto con la SS 39 | 1967-2001            | Lombardia               |
|             | Traversa del Mugello                     | 23,330         | Innesto con la SS 65 presso il bivio di Novoli - Borgo San Lorenzo - Innesto con la SS 67 in località Dicomano                                                                                          | 1967-2001            | Toscana                 |
|             | del Passo Rest                           | 50,040         | Innesto con la SS 52 presso Priuso - Passo Rest - Meduno - Sequals | 1968-2008            | Friuli-Venezia Giulia   |
|             | di Atri                                  | 40,180         | Innesto con la SS 80 presso Mosciano Sant'Angelo - Innesto con la SS 16 presso Silvi Marina | 1967-2001 2018-      | Abruzzo                 |
|             | Cagliaritana                             | 29,142         | Innesto con la SS 130 (km 2+700) a Cagliari - Innesto con la SP 17 presso Terra Mala | 1970-                | Sardegna                |
|             | Cagliaritana                             | 11,000         | Innesto con la SS 125 al km 15+400 - Innesto con la SP 17 presso | 2011-2012            | Sardegna                |
|             | delle Colline                            | 10,100         | Innesto con la SS 1 in località Stagno - Guasticce - Innesto con la SS 206 in località Vicarello | 1968-                | Toscana                 |
|             | Londa-Stia                               | 30,580         | Innesto con la SS 67 al km 113+830 - Londa - Stia - Innesto con la SS 310 al km 8+560 | 1968-                | Toscana                 |
|             | di Campobello di Licata                  | 12,628         | Campobello di Licata - Ravanusa - ponte Gibbesi - Innesto con la SS 190 al bivio Mintina | 1968-                | Sicilia                 |
|             | Sangritana 2ª                            | 62,800         | Innesto con la SS 154 a Piane d'Archi - Bomba - Quadri - Sant'Angelo del Pesco - Innesto con la SS 17 a Castel di Sangro                                                                                | 1967-1989            | Abruzzo, Molise         |
|             | di Luzzi                                 | 22,475         | Innesto con la SS 19 al km 258+770 - Stazione di Acri-Bisignano - Luzzi - Castellara - Innesto con la SS 279 al km 20+140                                                                               | 1968-2001            | Calabria                |
|             | di Marcatobianco                         | 10,050         | Innesto con la SS 122 presso Capodarso - Marcatobianco - Innesto con la SS 191 presso Pietraperzia | 1968-                | Sicilia                 |
|             | Pergusina                                | 9,026          | Enna - Lago di Pergusa - Innesto con la SS 117 bis presso bivio Ramata | 1968-                | Sicilia                 |
|             | del Golfo di Policastro                  | 35,830         | Innesto con la SS 447 presso Palinuro - Bivio SS 562 dir - Marina di Camerota - Lentiscosa - San Giovanni a Piro - Innesto con la SS 18 presso Policastro                                               | 1970-2001            | Campania                |
|             | del Golfo di Policastro                  | 7,118          | Innesto con la SS 562 presso il ponte sul fiume Mingardo - Bivio per Camerota - Bivio per Foria | 1970-2001            | Campania                |
|             | di Salesei                               | 9,924          | Innesto con la SS 203 a Caprile - Digonera - Innesto con la SS 48 a Salesei | 1967-2001            | Veneto                  |
|             | Monregalese                              | 22,800         | Innesto con la SS 22 presso Cuneo - Beinette - Pianfei - Innesto con la SS 28 a Mondovì | 1967-2001            | Piemonte                |
|             | di Castellamonte                         | 24,095         | Innesto con la SS 26 presso Ivrea - Parella - Castellamonte - Rivarolo Canavese | 1967-2001            | Piemonte                |
|             | della Val di Vara                        | 26,040         | Innesto con la SS 1 a Borghetto di Vara - Cà di Vara - Sesta Godano - San Pietro Vara | 1967-2001            | Liguria                 |
|             | della Val di Vara                        | 14,000         | Innesto con la SS 566 a Cà di Vara - Incrocio con la SS 1 a ponte di Carrodano - Svincolo con l'A12 presso il casello di Carrodano - Montale - Levanto                                                  | 1967-2001            | Liguria                 |
|             | del Benaco                               | 8,923          | Innesto con la SS 236 a Castiglione delle Stiviere - Innesto con la SS 11 presso Desenzano del Garda -                                                                                                  | 1967-2001            | Lombardia               |
|             | di Crevalcore                            | 38,725         | Innesto con la SS 468 a San Felice sul Panaro - Crevalcore - San Giovanni in Persiceto - Innesto con la SS 9 a Borgo Panigale presso Bologna                                                            | 1967-2001            | Emilia-Romagna          |
|             | di Vignola                               | 39,700         | Innesto con la SS 12 a Pozza - Solignano Nuovo - Vignola - Bazzano - Innesto con la SS 64 a Casalecchio di Reno                                                                                         | 1967-2001            | Emilia-Romagna          |
|             | di Monte Albo                            | 45,000         | Innesto con la SS 129 presso Nuoro - Innesto con la SS 125 presso Siniscola | 1969-1972            | Sardegna                |
|             | Helvia Recina                            | 14,656         | Innesto con la SS 16 a Porto Recanati - Innesto con la SS 77 dir a Fontenoce | 1968-2001 2018-      | Marche                  |
|             | di Salò                                  | 22,022         | Innesto con la SS 45 bis presso Salò - Innesto con la SS 11 a Desenzano del Garda | 1967-2001            | Lombardia               |
|             | l'Ogliese                                | 17,880         | Cavernago - Cologno - Innesto con la SS 11 a Coccaglio | 1968-2001            | Lombardia               |
|             | del Monte Terminio                       | 38,425         | Innesto al RA 2 presso Serino - Piano d'Ischia - Piano di Verteglia - Innesto con la SS 164 presso Montella                                                                                             | 1968-2001            | Campania                |
|             | del Monte Terminio                       | 3,600          | Piano d'Ischia - Campolaspierto | 1970-2001            | Campania                |
|             | di Troina                                | 32,700         | Innesto con la SS 120 a Troina - Lercara - Innesto con la SS 121 in località Ponte Maccarone | 1968-                | Sicilia                 |
|             | di Furore                                | 14,852         | Innesto con la SS 115 al km 198+100 - Furore - Innesto con la SS 410 al 14+450 presso Naro | 1968-                | Sicilia                 |
|             | del Lago di Campotosto                   | 38,9           | Innesto con la SS 80 in località Porcinari - Campotosto - Poggio Cancelli - Innesto con la SS 260 presso Amatrice                                                                                       | 1969-2002            | Abruzzo, Lazio          |
|             | Salto Cicolana                           | 63,871         | Innesto con la SS 4 presso Rieti - Innesto con la SS 5 presso Cappelle dei Marsi | 1969-2002 2018-      | Lazio, Abruzzo          |
|             | Salto Cicolana                           | 3,000          | Innesti con la SS 578 presso Grotti | 2019-                | Lazio                   |
|             | Palentina                                | 13,400         | Innesto con la SS 5 al km 102+515 - Innesto con la SS 82 presso Capistrello | 1969-2001            | Abruzzo                 |
|             | di Ginosa                                | 24,185         | Innesto con la SS 7 presso Laterza - Ginosa - Innesto con la SS 106 al km 457+905 | 1969-2001            | Puglia                  |
|             | di Massafra                              | 61,500         | Innesto con la SS 7 a Massafra - Martina Franca - Ceglie - San Michele - Innesto con la SP S. Vito-Francavilla                                                                                          | 1969-2001            | Puglia                  |
|             | del Colle di San Bernardo                | 19,777         | Confine con la regione Piemonte - Innesto con la SS 1 in località Cavallo di Albenga | 1969-2001 2018-      | Liguria                 |
|             | Lariana                                  | 49,400         | Como - Bellagio - Lecco | 1969-2001            | Lombardia               |
|             | di Lucoli                                | 20,400         | Innesto con la SS 17 presso Ponte di Peschio - Innesto con la SS 696 presso La Crocetta | 1969-2001 2018-      | Abruzzo                 |
|             | Fondo Valle del Noce                     | 32,000         | Innesto con la SS 18 presso il ponte sul fiume Castrocucco - Svincolo Lagonegro Nord dell'A2 | 1969-                | Basilicata              |
|             | di Lauria                                | 0,000          | Innesto con la SS 585 presso Lauria - Lauria In costruzione | 2010-2018            | Basilicata              |
|             | Fondo Valle del Noce                     | 0,500          | Bivio SS 585 - Bivio SS 19 | 1969-2001            | Basilicata              |
|             | della Valle dell'Aveto                   | 37,315         | Innesto con la ex 654 a Rezzoaglio - Innesto con la ex SS 225 (Carasco) | 1969-2001 2018-      | Liguria                 |
|             | di Cortemaggiore                         | 13,960         | Innesto con la SS 10 presso Croce Grossa - Chiavenna Landi - Cortemaggiore | 1969-2001            | Emilia-Romagna          |
|             | dei Due Ponti                            | 31,637         | Innesto con la SS 10 presso Croce Santo Spirito - Villa Verdi - Busseto - Innesto con la SS 9 presso Fidenza                                                                                            | 1969-2001            | Emilia-Romagna          |
|             | dei Laghi di Avigliana                   | 90,620         | Innesto con la SS 25 presso Avigliana - Trana - Piossasco - Pinerolo - Saluzzo - Innesto con la SS 20 in località Madonna dell'Olmo presso Cuneo                                                        | 1969-2001            | Piemonte                |
|             | della Valle Cerrina                      | 61,060         | Innesto con la SS 10 in località Sassi di Torino - Gassino Torinese - Brusasco - Innesto con la SS 457 presso Ozzano Monferrato                                                                         | 1969-2001            | Piemonte                |
|             | Cremasca                                 | 62,730         | Innesto con la SS 42 in Bergamo - Crema - Innesto con la SS 234 a Codogno | 1969-2001            | Lombardia               |
|             | Cremasca                                 | 2,800          | Svincolo con la SP 115 - Innesto con la SS 42 (km 26+000) | 2015-                | Lombardia               |
|             | di Canelli                               | 28,200         | Nizza Monferrato - Canelli - Santo Stefano Belbo - Innesto con la SS 29 in località Campetto | 1969-2001            | Piemonte                |
|             | di Borgo d'Ale                           | 12,951         | Innesto con la SS 143 a Cavaglià - Alice Castello - Borgo d'Ale - Innesto con la SS 11 a Cigliano | 1969-2001            | Piemonte                |
|             | Destra Sesia                             | 27,065         | Innesto con la SS 142 in Gattinara - Arborio - Innesto con la SS 230 presso il bivio per Quinto Vercellese                                                                                              | 1969-2001            | Piemonte                |
|             | di Mazzè                                 | 13,305         | Innesto con la SS 26 in Caluso - Mazzè - Innesto con la SS 11 in Cigliano | 1969-2001            | Piemonte                |
|             | dei Cairoli                              | 62,141         | Innesto con la SS 35 presso San Martino Siccomario - Gropello Cairoli - Mortara - Castello d'Agogna - Robbio - Palestro - Innesto con la SS 11 presso Vercelli                                          | 1970-2001            | Lombardia, Piemonte     |
|             | dei Cairoli                              | 19,942         | Castello d'Agogna - Innesto con la SS 31 presso Casale Monferrato | 1970-2001            | Lombardia, Piemonte     |
|             | di Logudoro                              | 71,111         | Innesto con la SS 131 presso Codrongianos - Innesto con la SS 729 (km 2+100) - Svincolo di Oschiri - Svincolo di Monti - Innesto con la SS 729 (km 61+450) - Innesto con la SS 729 (svincolo Su Canale) | 1970-                | Sardegna                |
|             | di Fondo Valle d'Agri                    | 123,150        | Svincolo con l'A2 presso Atena Scalo - Marsico Nuovo - Ponte Grumentino - Bivio Spinoso - Svincolo per la SS 653 a San Brancato - Innesto con la SS 106 (km 429+060) presso Policoro                    | 1970-                | Basilicata              |
|             | del Trasimeno Inferiore                  | 19,630         | Innesto con la SS 75 bis presso bivio Magione - Sant'Arcangelo Panicarola - Innesto con la SS 71 (al km 94+500)                                                                                         | 1969-2001            | Umbria                  |